# Shonisaurus
Shonisaurus var ett släkte ichthyosaurier som levde i slutet av trias. Fossil från Shonisaurus har påträffats i Nevada (USA), Kanada och Italien. Fyra arter är godkända.
Shonisaurus var en av de största kända ichtyosauriesläktena och kunde bli upp till 15 meter lång. Dess paddellika bakben var till skillnad från hos andra släkten vanligen lika långa som frambenen. Shonisaurus hade mycket långa käkar, men endast tänder i främre delen av dem.